# Charneca de Luneburgo

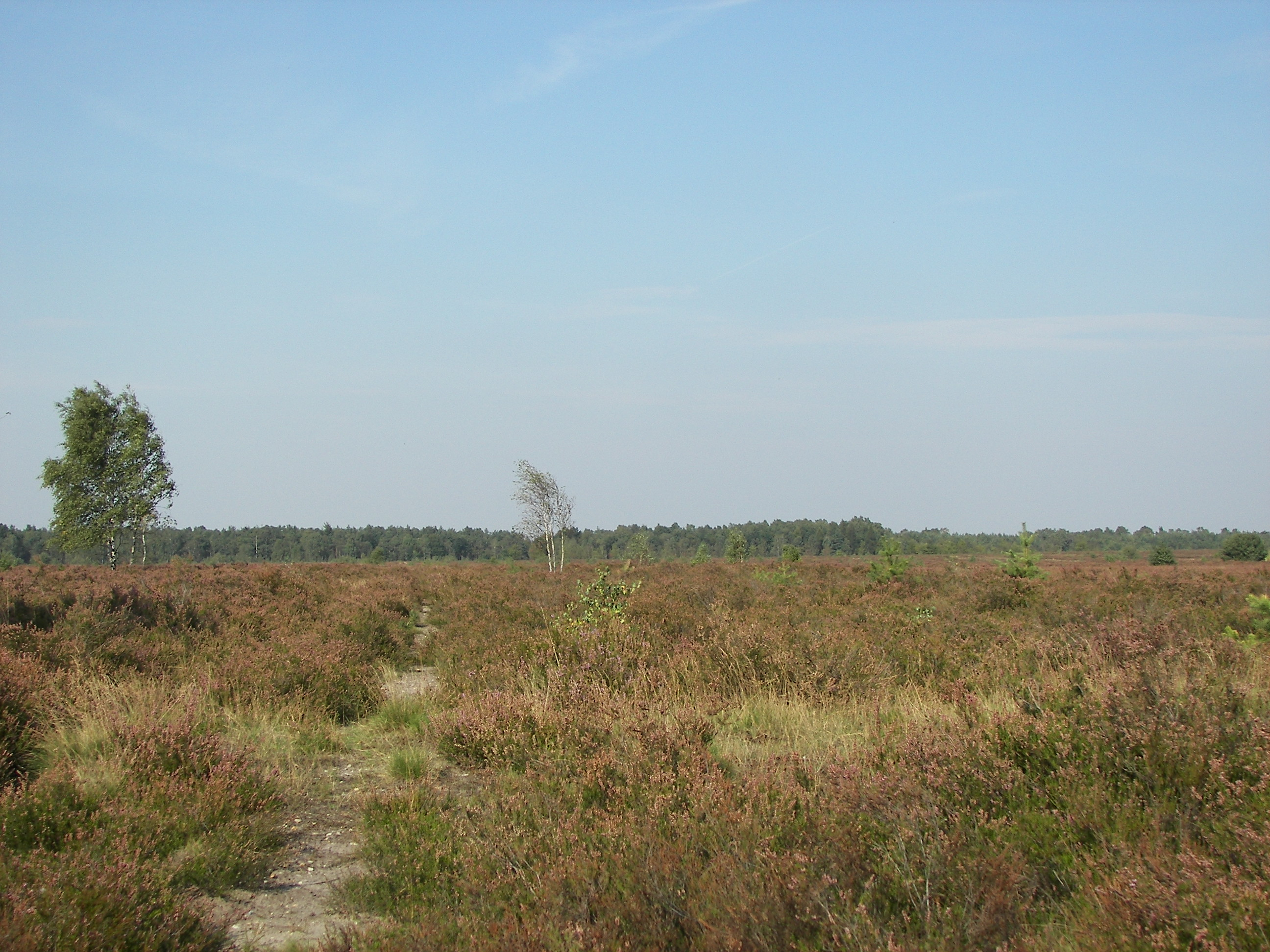
Típica vista da charneca de Lüneburg, próximo a Schneverdingen.

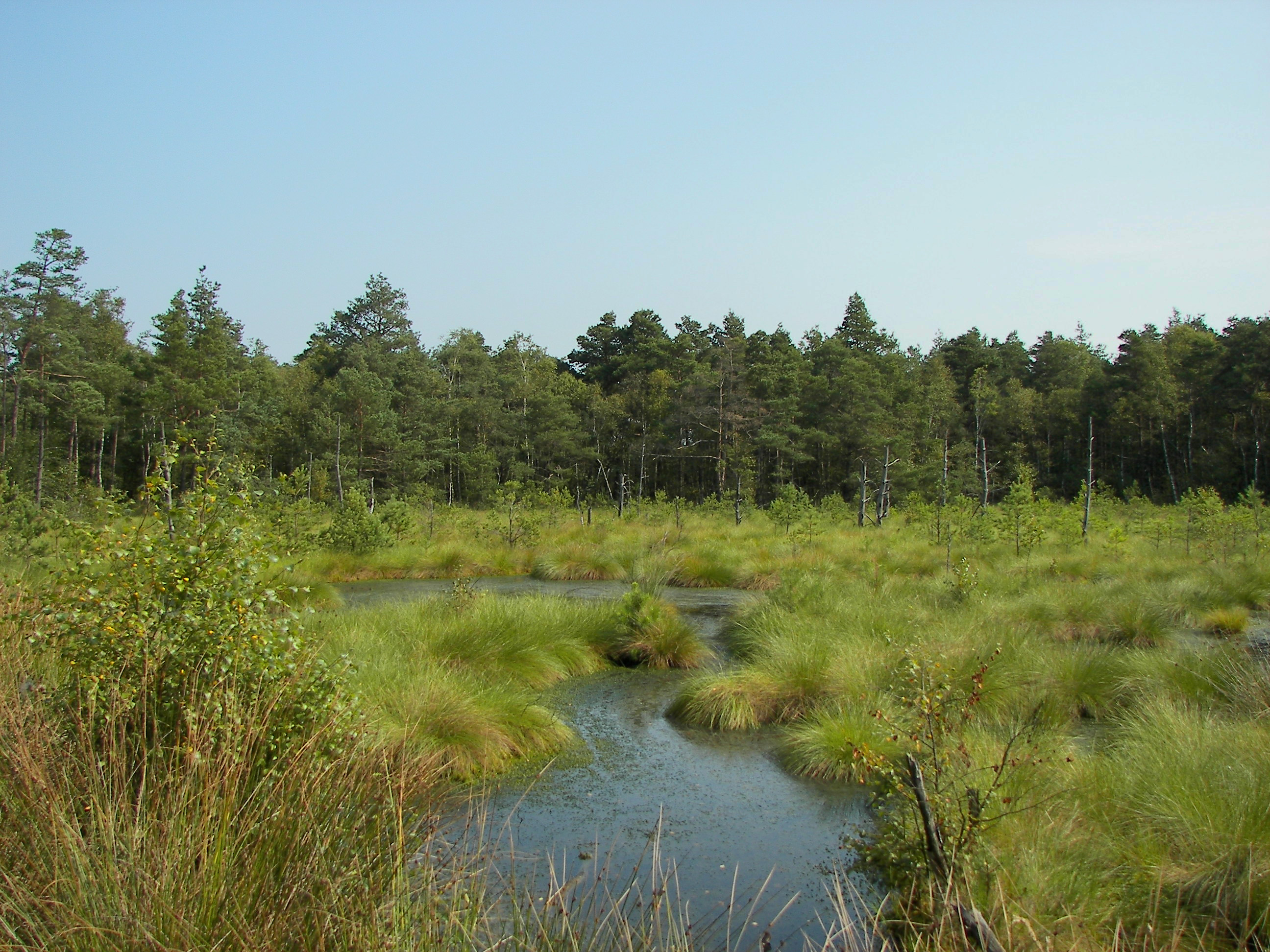
Pietzmoor, próximo a Schneverdingen.

Charneca de Lüneburg ou, na sua forma portuguesa, de Luneburgo (em alemão:  Lüneburger Heide) é uma grande área de charnecas, geest e bosques situada na parte nordeste do estado da Baixa Saxônia, no nordeste da Alemanha. Forma parte da área rural de cidades como Hamburgo, Hanôver e Bremen, e recebeu seu nome devido à cidade de Lüneburg. A maior parte da área é atualmente uma reserva natural (o mais antigo parque natural alemão). Na região ainda se fala o baixo saxão setentrional.
A região tem grandes áreas cobertas por charnecas, que tipicamente cobriam a maior parte do território rural do norte da Alemanha até por volta de 1800, mas que já desapareceram por completo em outras áreas. Estas charnecas foram formadas depois do período Neolítico, depois do sobrepastoreio nas matas que outrora se espalhavam pelos solos arenosos e pobres em nutrientes do geest, terreno levemente montanhoso e arenoso típico do norte da Europa. A charneca de Lüneburg é, portanto, uma paisagem cultural. As áreas de charneca restantes são mantidas através do pastoreio, especialmente de uma raça de ovelhas típica do norte da Alemanha chamada Heidschnucke. Por ser um cenário único, a charneca de Lüneburg é um destino turístico popular na região.